# Liste der Kulturdenkmäler in Longkamp
In der Liste der Kulturdenkmäler in Longkamp sind alle Kulturdenkmäler der rheinland-pfälzischen Ortsgemeinde Longkamp aufgeführt. Grundlage ist die Denkmalliste des Landes Rheinland-Pfalz (Stand: 10. August 2023).

## Einzeldenkmäler
| Bezeichnung                         | Lage                                       | Baujahr                    | Beschreibung | Bild                           |
| ----------------------------------- | ------------------------------------------ | -------------------------- | --- | ------------------------------ |
| Kindergarten                        | Andreasstraße 31 Lage                      | Mitte des 19. Jahrhunderts | ehemalige Schule; spätklassizistischer kubischer Walmdachbau, Bruchstein, Mitte des 19. Jahrhunderts                       | BW                             |
| Pfarrhaus                           | Andreasstraße 32 Lage                      | um 1870/80                 | ehemaliges Pfarrhaus mit Schule; repräsentativer spätklassizistischer Putzbau, um 1870/80                                  | BW                             |
| Wegekapelle                         | Bernkasteler Straße, gegenüber Nr. 28 Lage | 1775 oder 1776             | bezeichnet 1775 oder 1776; drei Sandsteinreliefs                                                                           | BW                             |
| Barbara-Mühle                       | Mühlenweg, gegenüber Nr. 27 Lage           | 1948                       | ehemalige Mühle, heute Museum; zweigeschossiger Schieferbruchsteinbau, bezeichnet 1948; mit Mühlentechnik                  | BW                             |
| Katholische Pfarrkirche St. Andreas | Schulstraße 18a Lage                       | ab 1747                    | Chor von 1747–49 und Westturm von 1863 im Kirchenneubau, 1965–57; barocker Kreuzigungsbildstock, angeblich bezeichnet 1664 | weitere Bilder Fotos hochladen |
| Hornesmühle                         | südöstlich des Ortes am Trabener Bach Lage |                            | eingeschossiger Putzbau, teilweise Fachwerk, hölzernes Mühlrad                                                             | BW                             |